# Baptistkyrkan, Ödeshög
För andra betydelser, se Baptistkyrkan.
Baptistkyrkan är en kyrkobyggnad i Ödeshög. Kyrkan tillhörde från början Ödeshögs baptistförsamling (Svenska Baptistsamfundet) som numera är en del av Equmeniakyrkan.

## Orgel
I kyrkan finns en elorgel med två manualer och pedal.